# Monopeltis adercae
Espèce
Monopeltis adercae est une espèce d'amphisbènes de la famille des Amphisbaenidae.

## Répartition
Cette espèce est endémique du sud de la République démocratique du Congo.

## Publication originale
- Witte, 1953 : Exploration du Parc National de l'Upemba. Mission G.F. de Witte en collaboration avec W. Adam, A. Janssens, L. van Meel et R. Verheyen (1946-1949). Reptiles, fasc. 6, p. 1–322.